# BT-549
BT-549 (亦稱ATCC HTB-122)  是永生的人類三陰性乳腺管癌細胞系，最初在1978年分離自一名72歲的人類女性乳頭狀侵入性導管瘤患者，該患者的7個局部淋巴結中已有3個淋巴結轉移。BT-549細胞具有多態性的特徵，擁有上皮細胞樣組分和多核巨細胞，並且可以向培養基中分泌黏液素樣的物質，同時該細胞可以轉染宿主細胞。BT-549細胞的表面高度表達着能夠與配體透明質酸HA結合的跨膜糖蛋白受體CD44，陽性率在99%以上。有研究指出BT549高度表達着RRS1基因，對其進行基因敲落顯著降低BT549細胞的增殖和凋亡。

## 外部連結
- Cellosaurus entry for BT-549（页面存档备份，存于）